# Баратоли (Рим)
Баратоли је насеље у Италији у округу Рим, региону Лацио.
Према процени из 2011. у насељу је живело 72 становника. Насеље се налази на надморској висини од 312 м.